# WWE 에볼루션 (2018)
WWE 에볼루션 (2018)(WWE Evolution (2018))은 2018년 10월 28일에 미국 뉴욕주 유니언데일에서 개최된 최초의 WWE 에볼루션 대회이다.

## 결과
| 순서      | 경기결과                                            | 경기타입                                             | 시간  |
| --------- | --------------------------------------------------- | ---------------------------------------------------- | ----- |
| 다크 매치 | 리아 리플리(c) vs 다코타 카이                       | NXT UK 위민스 챔피언십                               | 04:21 |
| 1         | 트리시 스트레터스, 리타 vs 미키 제임스, 얼리샤 폭스 |                                                      | 11:05 |
| 2         | 20인 배틀로얄                                       |                                                      | 16:10 |
| 3         | 시라이 이오 vs 토니 스톰                            | 2018 메이 영 클래식 토너먼트 결승전                  | 10:20 |
| 4         | 사샤 뱅크스, 베일리, 나탈리아 vs 라이엇 스쿼드      |                                                      | 13:10 |
| 5         | 카이리 세인(c) vs 셰이나 배즐러                     | NXT 위민스 챔피언십                                  | 12:10 |
| 6         | 베키 린치(c) vs 샬럿 플레어                         | WWE 스맥다운 위민스 챔피언십 라스트 위민 스탠딩 매치 | 30:00 |
| 7         | 론다 라우시(c) vs 니키 벨라                         | WWE RAW 위민스 챔피언십                              | 14:15 |

## 기타
- 여성인권을 내세우고 있는 WWE의 위대한 프로젝트처럼 보이고 실제로도 WWE의 전현직 여성 로스터들에게 큰 기회이지만, 실상은 유엔이 공인한 인권탄압국인 사우디아라비아에서 큰 돈을 받고 흥행을 개최하는 것에 대한 비판을 피하려는 WWE의 미봉책에 가깝다. 이마저도 WWE 그레이티스트 로얄럼블이 개최될 때는 여성 로스터들에게도 일정 급여를 지급하는 방식으로 해결하려다 비판 여론이 커지자 에볼루션의 개최를 결정한 것. 한 마디로 사우디아라비아와의 계약이 없었으면 에볼루션도 없었을 것이란 얘기다. 자세한 내막을 알고싶다면 이 항목으로. 참고로 사우디아라비아에서 열리는 두번째 스페셜 라이브 이벤트인 WWE 크라운 주얼이 에볼루션과 비슷한 시기에 개최되는 점도 그러한 이유에 설득력을 더하고 있다.